# Ryszard Chwalibóg

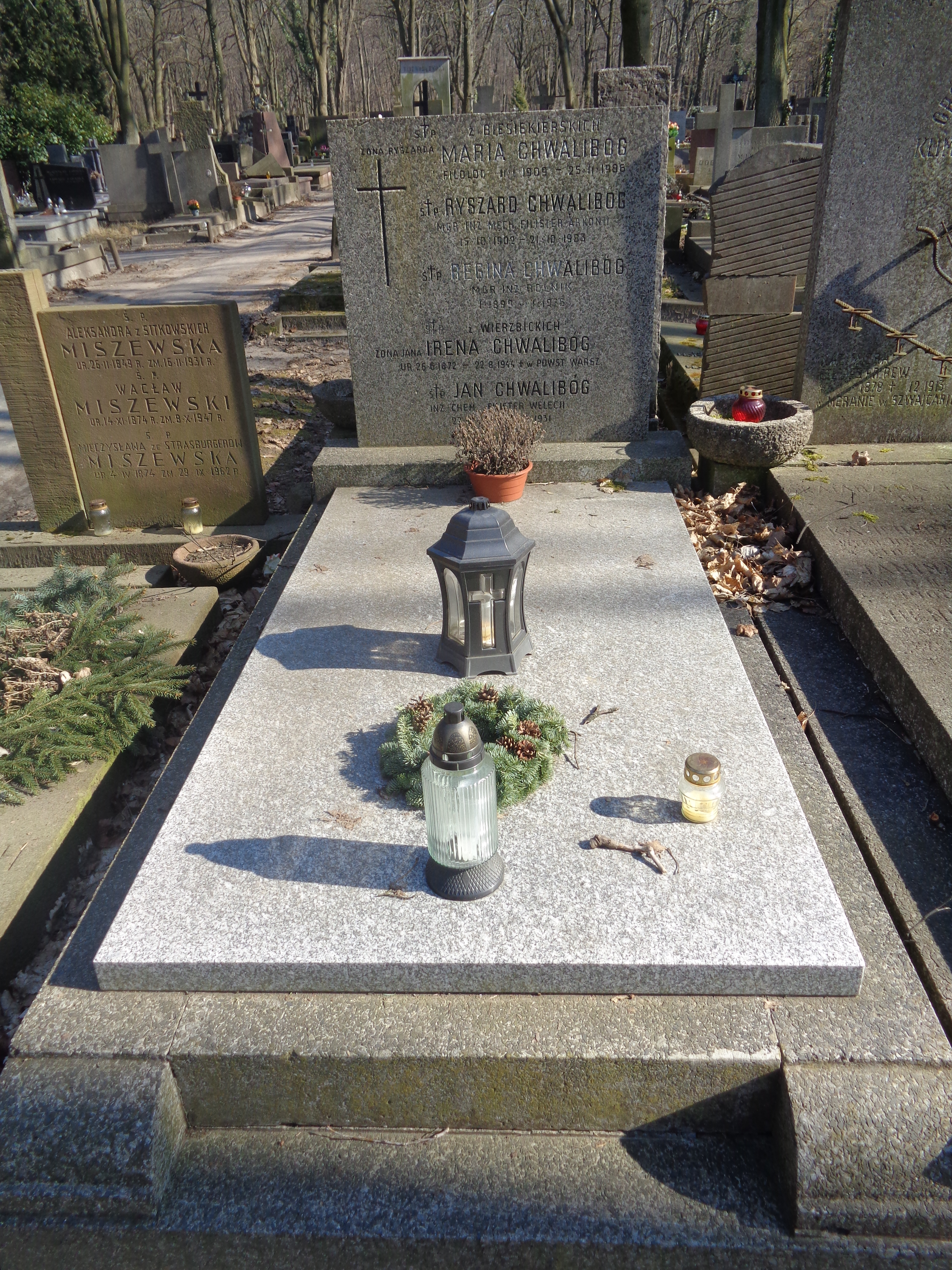
Nagrobek Ryszarda Chwaliboga na Cmentarzu Powązkowskim w Warszawie

Ryszard Chwalibóg herbu Strzemię (ur. 15 października 1902 w Kożance, zm. 21 października 1983 w Bytomiu) – polski inżynier mechanik.
Po ukończeniu szkoły średniej w Kijowie rozpoczął studia na Wydziale Przyrodniczym Uniwersytetu Warszawskiego, ale po roku przerwał naukę, aby studiować i ukończyć Wydział Mechaniki Politechniki Warszawskiej. Pracę zawodową rozpoczął od Fabryki Amunicji w Skarżysku, a kontynuował w Fabryce Samochodów Państwowych Zakładów Inżynierii w Czechowicach k. Warszawy. Podczas wyszkolenia wojskowego w 1934 uzyskał stopień podporucznika rezerwy marynarki. Po zakończeniu służby podjął pracę w należącej do Tadeusza Rapackiego i Zygmunta Święcickiego Cynkowni Warszawskiej. Podczas mobilizacji we wrześniu 1939 Ryszard Chwalibóg został skierowany do warsztatów w porcie Flotylli Pińskiej, gdzie zakonspirowany pracował nad produkcją broni dla Armii Krajowej. Po wyzwoleniu w 1945 otrzymał stanowisko dyrektora w Zakładach Metalurgicznych Erazma Mieszczańskiego i Tadeusza Jaroszewskiego w Gorzycach k. Tarnobrzega, w 1949 przeniósł się do Elbląga, gdzie przez dwa lata pracował w Zakładach Mechanicznych. Od 1951 był głównym technologiem w raciborskiej Fabryce Kotłów, a następnie od 1954 kierownikiem produkcji w kieleckiej Fabryce Przewodów i Armatur. Z Kielc w 1955 przeniósł się do Bytomia, gdzie pracował w Zjednoczeniu Przemysłu Maszyn Górniczych. Ostatnim miejscem zatrudnienia było katowickie Biuro Projektów Zakładów Przeróbki Mechanicznej Węgla „Separator”, gdzie pracował od 1963.
Ryszard Chwalibóg od 1923 był korporantem, należał do korporacji „K! Arkonia”, od 1922 do 1926 pełnił funkcję sekretarza. Przez wiele lat był członkiem Stowarzyszenia Inżynierów Mechaników Polskich, w 1976 został uhonorowany złotą odznaką SIMP, a w 1981 odznaką honorową Naczelnej Organizacji Technicznej.
Spoczywa na cmentarzu Powązkowskim w Warszawie (kwatera 338-4-2).